# WTA Tour Championships 2011 - Doppio
Il doppio  del WTA Tour Championships 2011 è stato un torneo di tennis facente parte del WTA Tour 2011.
Gisela Dulko e Flavia Pennetta erano le detentrici del titolo ma sono state sconfitte in semifinale da Liezel Huber e Lisa Raymond.
Huber e Raymond hanno sconfitto in finale Květa Peschke e Katarina Srebotnik per 6-4, 6-4.

## Teste di serie
1. Květa Peschke /  Katarina Srebotnik (finale)
2. Liezel Huber /  Lisa Raymond (campionesse)

1. Gisela Dulko /  Flavia Pennetta (semifinale)
2. Vania King /  Jaroslava Švedova (semifinale)

## Tabellone

### Legenda
| - Q = Qualificato - WC = Wild card - LL = Lucky loser | - ALT = Alternate - SE = Special Exempt - PR = Protected Ranking | - w/o = Walkover - r = Ritirato - d = Squalificato |

### Finali
|  | Semifinali | Semifinali                       | Semifinali                       | Semifinali | Semifinali |  |  | Finale | Finale                           | Finale                           | Finale | Finale |  |
|  |            |                                  |                                  |            |            |  |  |        |                                  |                                  |        |        |  |
|  | 1          | Květa Peschke Katarina Srebotnik | Květa Peschke Katarina Srebotnik | 6          | 6          |  |  |        |                                  |                                  |        |        |  |
|  | 4          | Vania King Jaroslava Švedova     | Vania King Jaroslava Švedova     | 3          | 4          |  |  | 1      | Květa Peschke Katarina Srebotnik | Květa Peschke Katarina Srebotnik | 4      | 4      |  |
|  | 3          | Gisela Dulko Flavia Pennetta     | 6                                | 3          | [7]        |  |  | 2      | Liezel Huber Lisa Raymond        | Liezel Huber Lisa Raymond        | 6      | 6      |  |
|  | 2          | Liezel Huber Lisa Raymond        | 4                                | 6          | [10]       |  |  |        |                                  |                                  |        |        |  |